# Brighton
Brighton is een plaats in het bestuurlijke gebied Brighton and Hove, in het Engelse graafschap East Sussex. De plaats telt 289.200 inwoners (geschat halfweg 2016).
Brighton is een van de bekendste en grootste badplaatsen van het Verenigd Koninkrijk. In deze plaats bevinden zich nog veel oude victoriaanse gebouwen. Brighton heeft een grote pier, te vergelijken met de Scheveningse pier. Samen met de stad Hove vormt het sinds 1997 een agglomeratie. In de stad zijn twee universiteiten gevestigd: de Universiteit van Brighton en de Universiteit van Sussex.
Vanwege de grote LHBT-gemeenschap heeft de stad de bijnaam gay capital of the UK gekregen.

## Geschiedenis
In 1747 kwam de Londense arts Richard Russell naar Brighton om zijn theorieën over de heilzame werking van zeewater te beproeven. Dat leidde in 1750 tot een dissertatie, waarin hij zowel aan het drinken van als aan het baden in zeewater een heilzame werking toeschreef. Hij bouwde in Brighton een groot huis, waarin hij patiënten ontving voor een kuur aan zee. Dat was het begin van Brighton als (toen nog zeer exclusieve) badplaats.
Het pension van Russell maakte na diens dood plaats voor een hotel, waarin ook de hertog van Cumberland, broer van koning George III, regelmatig verbleef. Hij kreeg daar dan bezoek van zijn neef, de latere prins-regent, die Brighton onder zijn bescherming plaatste. In de stad bevindt zich zodoende het opvallende door John Nash voor George IV verbouwde Royal Pavilion.
De eerste zeepier in Brighton, de Royal Suspension Chain Pier, werd in 1823 gebouwd. Het houten bouwsel bevatte een gietijzeren raamwerk en was de eerste wandelpier zonder functie voor de scheepvaart. De tweede pier, de West Pier, werd in 1866 gebouwd door Eugenius Birch, een specialist in pierbouwen. Hij had een lengte van ruim 330 meter. De bouw van de huidige Victoriaanse pier begon in 1891 en verving de eerste pier, die grotendeels door een storm verwoest was. Hij werd in mei 1899 geopend.
In 1974 won de Zweedse popgroep ABBA met Waterloo het Eurovisie Songfestival in Brighton.
In Brighton worden vaak de partijcongressen van de Conservatieven gehouden. De bomaanslagen in 1984 op het Grand Hotel, opgeëist door de IRA, waren gericht tegen de top van die partij, en met name tegen premier Thatcher. Vier mensen kwamen daarbij om het leven.

## Evenementen
In Brighton wordt jaarlijks een reünie gehouden van motorrijders met caféracers. Het is een meerdaags evenement waar honderden motorrijders uit alle windstreken, ook van het Europese vasteland, op af komen.
In mei vindt het Brighton Festival plaats. Er komen dan vele toeristen en Engelsen naar Brighton om gezamenlijk feest te vieren in de stad om de zomer in te wijden.

## Cultuur

### Muziek
De bands Architects, The Levellers, Stakka & Skynet, Blood Red Shoes, Passenger, Right Said Fred, The Go! Team, Gary Moore, Johnny Wakelin, Royal Blood, Lovejoy en The Kooks zijn afkomstig uit Brighton. Ook de dj en dance-producent Fatboy Slim en singer-songwriter Conor Maynard komen uit Brighton.
Jaarlijks vindt in Brighton het indie festival The Great Escape plaats, dat drie dagen duurt en waar ongeveer 300 muzikanten verdeeld over ongeveer 35 locaties optreden.

### Cinema
Brighton kwam voor in een aantal films, zoals Quadrophenia (1979), The End of the Affair (1999), Wimbledon (2004), MirrorMask (2005), Angus, Thongs and Perfect Snogging (2008), Brighton Rock (1947 en 2010) en The Boat that Rocked (2009).

### LHBT-gemeenschap
Brighton is de meest LHBT-vriendelijke stad van het Verenigd Koninkrijk. Talrijke pubs, clubs, bars, restaurants, cafés en winkels die de gemeenschap steunen zijn gevestigd rond Brighton, vooral rond St James's Street in Kemptown. Brighton Pride wordt meestal in het begin van augustus gevierd. Elk jaar vindt er ook een pride-evenement voor transgenders plaats, het eerste in het Verenigd Koninkrijk. Studies wezen uit dat een aanzienlijk deel van de bevolking in Brighton zich identificeert als LHBT. De stad kent het hoogste aantal homohuwelijken in het Verenigd Koninkrijk en het grootste aantal geregistreerde partnerschappen buiten Londen.

## Sport
Brighton & Hove Albion FC is de betaaldvoetbalclub van de unitary authority Brighton and Hove. De club speelt haar wedstrijden in het American Express Community Stadium.
Brighton was in 1990 en 1991 het decor van de Wincanton Classic, een wielerklassieker die destijds deel uitmaakte van de strijd om de wereldbeker. Brighton was één keer aankomstplaats van een etappe in de wielerwedstrijd Tour de France. In 1994 won Spanjaard Francisco Cabello er de etappe.
Brighton was speelstad bij het WK rugby van 2015. De wedstrijden werden gespeeld in het stadion van voetbalclub Brighton & Hove Albion FC.

## Bekende inwoners van Brighton

### Geboren
- Aubrey Beardsley (1872-1898), illustrator en schrijver (art nouveau)
- Frank Bridge (1879-1941), componist
- David Garnett (1892-1981), schrijver en publicist
- Ray Noble (1903-1978), Amerikaans pianist, orkestleider, arrangeur
- Martin Ryle (1918-1984), astronoom en Nobelprijswinnaar (1974)
- Anthony French (1920-2017), kernfysicus (Manhattanproject)
- Jack Clayton (1921-1995), filmregisseur
- Peter Mayle (1939-2018), schrijver
- Peter James (1948), schrijver en filmproducent
- Lesley Manville (1956), actrice
- Nigel Kennedy (1956), violist
- Amanda Redman (1957), actrice
- Morris Gould (1965), dj/producer
- Karen Pickering (1971), zwemster
- Jake Williams (1974), danceproducer
- Sara Brahms (1978), zangeres van Tic Tac Toe
- Passenger (1984), zanger
- Tommy Elphick (1987), voetballer
- Sophie Coleman (1990), triatleet
- Conor Maynard (1992), zanger
- William Gold (1996), youtuber

### Overleden
- Thomas Addison (1793-1860), arts en wetenschapper
- Sebastian Shaw (1905-1994), acteur